# Джанкарло Корнаджа-Медічі
Джанкарло Корнаджа-Медічі (італ. Giancarlo Cornaggia-Medici, нар. 16 грудня 1904, Мілан, Італія — 23 листопада 1970, Мілан, Італія) — італійський фехтувальник на шпагах, триразовий олімпійський чемпіон (1928, 1932 та 1936 роки), срібний (1932 рік) та бронзовий (1936 рік) призер Олімпійських ігор, чемпіон світу.

## Виступи на Олімпіадах
| Олімпіада         | Дисципліна          | Місце |
| ----------------- | ------------------- | ----- |
| Амстердам 1928    | командна шпага      | 1     |
| Лос-Анджелес 1932 | індивідуальна шпага | 1     |
| Лос-Анджелес 1932 | командна шпага      | 2     |
| Берлін 1936       | індивідуальна шпага | 3     |
| Берлін 1936       | командна шпага      | 1     |